# Campionato africano maschile under 21 di pallavolo
Il campionato africano maschile under 21 di pallavolo è una competizione pallavolistica, organizzata dalla CAVB, per squadre nazionali africane, riservata a giocatori con un'età inferiore di 21 anni.

## Albo d'oro
| Edizione      | Edizione       | Podio    | Podio     | Podio    |
| Anno          | Organizzatore  | Campione | Seconda   | Terza    |
| ------------- | -------------- | -------- | --------- | -------- |
| 1984 Dettagli | Egitto         | Tunisia  | Egitto    | Camerun  |
| 1986 Dettagli | Algeria        | Algeria  | Egitto    | Tunisia  |
| 1988 Dettagli | Mauritius      | Algeria  | Mauritius | Angola   |
| 1990 Dettagli | Tunisia        | Tunisia  | Algeria   | Marocco  |
| 1992 Dettagli | Egitto Tunisia | Tunisia  | Egitto    | -        |
| 1994 Dettagli | Tunisia        | Algeria  | Tunisia   | Marocco  |
| 1996 Dettagli | Tunisia        | Tunisia  | Marocco   | Egitto   |
| 1998 Dettagli | Sudafrica      | Tunisia  | Marocco   | Camerun  |
| 2000 Dettagli | Tunisia        | Tunisia  | Egitto    | Botswana |
| 2002 Dettagli | Egitto         | Egitto   | Tunisia   | Algeria  |
| 2004 Dettagli | Kenya          | Marocco  | Tunisia   | Egitto   |
| 2006 Dettagli | Marocco        | Egitto   | Tunisia   | Marocco  |
| 2008 Dettagli | Tunisia        | Tunisia  | Egitto    | Marocco  |
| 2010 Dettagli | Libia          | Tunisia  | Egitto    | Marocco  |
| 2013 Dettagli | Tunisia        | Tunisia  | Egitto    | Ruanda   |
| 2015 Dettagli | Egitto         | Egitto   | Algeria   | Marocco  |
| 2016 Dettagli | Marocco        | Egitto   | Marocco   | -        |
| 2018 Dettagli | Nigeria        | Tunisia  | Egitto    | Marocco  |
| 2020 Dettagli | Egitto         | Egitto   | Camerun   | Marocco  |
| 2022 Dettagli | Tunisia        | Egitto   | Tunisia   | Camerun  |

## Medagliere
| Pos. | Squadra   | 1º posto | 2º posto | 3º posto | Totale |
| ---- | --------- | -------- | -------- | -------- | ------ |
| 1    | Tunisia   | 10       | 5        | 1        | 16     |
| 2    | Egitto    | 6        | 8        | 2        | 16     |
| 3    | Algeria   | 3        | 2        | 1        | 6      |
| 4    | Marocco   | 1        | 3        | 8        | 12     |
| 5    | Camerun   | -        | 1        | 3        | 4      |
| 6    | Mauritius | -        | 1        | -        | 1      |
| 7    | Angola    | -        | -        | 1        | 1      |
| 7    | Botswana  | -        | -        | 1        | 1      |
| 7    | Ruanda    | -        | -        | 1        | 1      |

* Il medagliere è aggiornato con i dati raccolti, mancano quindi alcuni risultati.